# Гофман, Виктор Викторович
Виктор (полное имя — Виктор-Бальтазар-Эмиль) Викторович Го́фман (14 (26) мая 1884 года, в Москве — 13 августа 1911 года, в Париже) — русский поэт, прозаик, критик и переводчик, журналист.

## Биография
Виктор Гофман родился в Москве в семье австрийского подданного Виктора Якоба Гофмана и его жены Мари Сюзанны Томашки. Его отец был мебельным фабрикантом и декоратором. В 1895 году Виктора отдали в Московское реальное училище. Однако мальчик почувствовал интерес к классическому образованию, поэтому в следующем году перешёл в 3-ю московскую гимназию, где его близким другом стал Владислав Ходасевич. Гимназию Гофман окончил в 1903 году с золотой медалью.
В 1903—1908 годах Виктор Гофман учился на юридическом факультете Московского университета.
С 1905 года Гофман активно работал как журналист. Он помещал статьи на социально-политические темы, обзоры художественных выставок, статьи и рецензии о современной литературе (многие анонимно или под псевдонимами) в газетах «Русский листок», «Москвич», «Век», «Свободный труд», «Раннее утро», «Вечерняя заря», «Руль», в журнале «Дело и отдых».
В июне 1911 года Гофман отправился в заграничное путешествие. В начале июля он обосновался в Париже. Там он в своём номере отеля (бульвар Сен-Мишель, 43) 13 августа 1911 года в состоянии внезапного психического расстройства покончил жизнь самоубийством, выстрелив в себя из револьвера.

## Творчество
В январе 1905 года в Москве вышел первый сборник стихов Гофмана «Книга вступлений. Лирика. 1902—1904». Критики отметили в этом сборнике музыкальность стиха, мечтательный лиризм, сосредоточенность на интимных настроениях, эстетизацию действительности, сильное влияние поэзии Константина Бальмонта и Валерия Брюсова.
В начале декабря 1909 года в Санкт-Петербурге увидела свет вторая книга стихов поэта — «Искус». Представленные в ней произведения не отличались тематическим разнообразием и глубиной содержания, хотя благодаря разработанной Гофманом системе мелодических повторов (поэт учёл опыт Бальмонта) критики позднее стали говорить об особой гофмановской интонации. Широкую известность получило стихотворение «Летний бал» (1905).
Издав «Искус», Гофман решил отказаться от написания стихов и перейти к прозе. В одном из писем (от 8 сентября 1909 года) он прежнюю поэтическую деятельность видел как «искус перед посвящением»: «Я его преодолел и я чувствую себя теперь посвящённым (в звание писателя)».
В 1912 году в Санкт-Петербурге посмертно издана книга Гофмана «Любовь к далёкой. Рассказы и миниатюры. 1909—1911 гг.», подготовленная к печати автором. Критика в целом положительно встретила книгу, но отмечала, что писатель не успел полностью выразить себя в прозе, не сумел открыть «новых граней и новых перспектив».
В разные годы Гофман также спорадически занимался стихотворным переводом (Альфред Теннисон, Франц Эверс, Георг Бахман).
В 1917 году под редакцией Валерия Брюсова вышло двухтомное собрание сочинений Виктора Гофмана.